# Hestrie Cloete
Hestrie Cloeteová rozená Storbecková (* 26. srpna 1978, Germiston) je bývalá jihoafrická atletka, která se věnovala skoku do výšky.
Je dvojnásobnou stříbrnou olympijskou medailistkou (Sydney 2000, Athény 2004) a dvojnásobnou mistryní světa (2001, 2003). Třikrát zvítězila na mistrovství Afriky (1998, 2002 a 2004). V roce 2003 se stala vítězkou ankety Atlet světa.
Již 4. srpna 1999, tedy tři týdny před 21. narozeninami dokázala skočit pod širým nebem v Monaku 204 cm. Další vylepšení osobního rekordu si připsala na MS 2003 v Paříži. Jihoafrická reprezentantka procházela soutěží čistě až do výšky 204 cm, čímž si vyrovnala dosavadní maximum. Následně však překonala napoprvé i výšku 206 cm. Hodnotu světového rekordu však nepokořila, když 210 cm třikrát shodila. Vylepšení dosavadního rekordu 209 cm Bulharky Stefky Kostadinovové se nekonalo.
Na začátku atletické kariéry se kromě výšky věnovala i běhu na 400 metrů a 800 metrů. Věnovala se též skoku do dálky. Její osobní rekord z 18. března 1995 má hodnotu 575 cm.

## Osobní rekordy
- hala - (197 cm - 18. února 2001, Birmingham)
- venku - (206 cm - 31. srpna 2003, Paříž)